# Mama Said (Dionne Bromfield)
Mama Said è il primo singolo pubblicato dalla cantante britannica Dionne Bromfield, estratto dal suo primo album in studio Introducing Dionne Bromfield.

## Il video
Il video è ambientato in una boutique, dove c'è la cantante con due amiche. Durante il video la cantante prova diversi vestiti sfilando. Alla fine del video si vede la cantante insieme alle due amiche suonare alla porta di un ragazzo, il quale quando apre la porta le vede tutte e tre vestite identiche.